# شواطئ السعودية
شواطئ السعودية تمتلك طبيعة متنوعة لكونها تطل على البحر الأحمر وخليج العقبة غربا والخليج العربي شرقا بمساحة إجمالية تقدر بحوالي 3800 كم، 2600 كم غربا من حدود الأردن شمالًا إلى حدود الجمهورية اليمنية جنوبًا، و1100 كم شرقا من الحدود مع الكويت إلى الحدود مع قطر على دوحة سلوى شمالا، و100 كم من الحدود مع قطر على خليج العديد إلى الحدود مع الإمارات العربية المتحدة على دوحة السميرة.

## شواطئ البحر الأحمر
تمتد الشواطئ على طول ساحل البحر الأحمر، وتكسوا بعض خطوطها رواسب حصوية ومفتتات مرجانية؛ والبعض الآخر تكسوها الرمال الناعمة المنقولة إلى اليابسة بواسطة الرياح  ومن هذه الشواطئ شاطئ منطقة تبوك الذي يضم شاطئ الشريح، وشاطئ السلطانية، وشاطئ بئر الماشي بمحافظة حقل، وكذلك شواطئ قيال، وشواطئ رأس الشيخ حميد الواقعة جنوب البدع، وشاطئ شرما والخريبة والمويلح شمال ضباء، وكذلك شاطئ خليج حواز وحوييز، وشاطئ الرصيفة، وشاطئ خليج عنتر، وشاطئ الهراب، وشاطئ محافظة الوجه. أما محافظة أملج التابعة لمنطقة تبوك فقد احتلت شواطئها المرتبة 41 على قائمة شركة بيتش أطلس لأفضل 100 شاطئ حول العالم وتحتوي على شاطئ الحرة، وشاطئ رأس الشبعان، وشاطئ الحسي.
وتضم محافظة ينبع التابعة لمنطقة المدينة المنورة عدة شواطئ مثل شاطئ ينبع الصناعية، وشاطئ ينبع البحر الذي يعتبر من أماكن الغوص الشهيرة في البحر الأحمر. وتضم مدينة رابغ التابعة لمنطقة مكة المكرمة شاطئ رابغ الذي يبعد 160 كم شمال مدينة جدة، وعن مدينة الملك عبدالله الاقتصادية 50 كم جنوبا، وعلى بعد حوالي 211 كيلو مترا من الجنوب الغربي من مدينة جدة يقع شاطئ مدينة الليث الذي يمتد بطول 200 كم. أما مدينة جدة التي تقع على منتصف ساحل البحر الأحمر، يمتد بها كورنيش جدة بطول الساحل بما يزيد عن 48 كيلو متر، 35 كم منه تحتوي مرافق وخدمات عامة.

## شواطئ الخليج العربي
يضم ساحل الخليج العربي شواطئ الدمام والظهران والخبر والقطيف ورأس تنورة والجبيل والخفجي، التي تحتوي على العديد من الواجهات البحرية الجاذبة للمتنزهين والسياح، مثل شاطئ نصف القمر في الخبر الذي يعتبر الشاطئ الأطول على ساحل الخليج العربي ويتكون من 5 أجزاء متدرجة حسب العمق هي ”اللؤلؤ، الصدف، المحار، المرجان، الأمواج“، وشاطئ الفناتير في الجبيل الذي يعتبر من الشواطئ الحديثة في المنطقة الشرقية ويشكل مع بقية الشواطئ حوالي 45 كيلومتراً من المساحة المفتوحة، وشاطئ العقير الذي يبعد عن مدينة الهفوف 65 كيلو متراً.